# Последният герой
Последният герой (на английски: The last hero) е 27-ият роман от поредицата за Света на диска от британския писател Тери Пратчет. Жанрът на романа често е определян като комедийно фентъзи. Официалното издание на книгата е с по-голям формат в сравнение с повечето останали издания от поредицата. Текстът на всяка страница е придружен с илюстрация на Пол Кидби.

## Сюжет
Внимание:  Текстът по-долу разкрива сюжета на произведението (или части от него)!
Сребърната орда, представена за пръв път в Интересни времена и водена от неунищожимия Коен Варварина, се отправя към последния си подвиг. Някога много отдавна един герой е откраднал огъня от Боговете. Като последните останали герои на Диска членовете на Сребърната орда ще се опитат да върнат огъня на Боговете и то с лихвите - под формата на голяма шейна, натъпкана догоре с експлозиви. Те отвличат изплашен до смърт бард, който да увековечи подвига им, а по време на пътешествието им към ордата се присъединява и последния тъмен господар (Злия страшен Хари), както и възрастната героиня Вена.